# Увертюра на еврейские темы (Прокофьев)
Увертю́ра на евре́йские те́мы c-moll, ор. 34, — первое сочинение русского композитора С. С. Прокофьева для камерного ансамбля, завершённое в 1919 году в Нью-Йорке, США. Опус создан по заказу еврейского секстета «Зимро» смешанного состава: кларнета, струнного квартета и фортепиано. Впервые Увертюра была исполнена 2 февраля 1920 года в Нью-Йорке. Произведение способствовало созданию еврейской национальной школы классической музыки.

## История создания
В истории классической музыки Увертюра на еврейские темы стала первым сочинением для исполнения камерным ансамблем в составе кларнета, струнного квартета и фортепиано.
Осенью 1919 года в Америку прибыл еврейский секстет «Зимро». Прокофьев был знаком с одним из участников ансамбля, Иосифом Чернявским, о встрече с которым в Нью-Йорке писал в «Дневнике»: «Появился виолончелист Иосиф Чернявский, мой горячий поклонник ещё со времён исполнения „Скифской сюиты“ в Петербурге, где он играл на виолончели и защищал моё имя от ругавших его оркестрантов». После завершения оперы «Любовь к трём апельсинам» в ожидании её постановки композитор обладал временем и с готовностью откликнулся на просьбу музыкантов «Зимро» написать пьесу для их репертуара.
В середине октября 1919 года Сергей Прокофьев писал в своём «Дневнике»: «Чернявский и Бейлизон показывали еврейские темы, некоторые из них оказались дряблыми, но другие совсем хорошими. Забрав материал и вернувшись домой, я сейчас же решил написать „Увертюру на еврейские темы“ для фортепиано, квартета и кларнета, т. е. для состава их ансамбля. Проработал целый день и к концу прихлопнул всю „Увертюру“. Конечно, подробностей ещё мало, но зато весь скелет. Если бы теперь в два дня привести в порядок и сынструментовать, то совсем вышло бы скоро». Это было первое сочинение композитора для камерного ансамбля.
Интересна самооценка композитора данного сочинения, обозначенная в письме к Н. Я. Мясковскому 4 июня 1923 года из Этталя: «Увертюре на еврейские темы я не придаю значения: сочинил я ее в 1½ дня  (инструментовал неделю) и даже не хотел ставить опуса. Звучит она действительно бойко, как будто играют не 6 человек, а больше: с музыкальной же точки зрения — стоящая в ней только, пожалуй, заключительная партия, и то, я так думаю, вероятно, вследствие моей слабости к диатонизму». Несмотря на такую самокритическую оценку, сочинение быстро завоевало успех публики.
В 1930 году появилась пластинка с переоркестровкой произведения для симфонического оркестра неизвестного автора, поэтому Прокофьев переложил увертюру для исполнения оркестром, обозначив её в собрании своих сочинений под ор. 34 bis. Этой оркестровкой «Еврейской увертюры» автор занимался в мае 1934 года на даче П. П. Кончаловского, когда художник писал известный портрет композитора. Партитура Увертюры на еврейские темы, ор. 34, была опубликована издательством «А. Гутхейль» в 1922 году, а её версия для симфонического оркестра, ор. 34 bis — там же в 1935 году.

## Темы и анализ
По мнению Я. Л. Сорокера, Увертюра построена в классически-строгой форме сонатного аллегро, где главной партией является танцевальная типа «шер» (еврейский фигурный, преимущественно свадебный танец в умеренно быстром движении), а лирическая девичья песня — побочная.
По другим источникам в секстете главными являются обе развивающиеся темы: оживленная, юмористическая, гротескная и лирическая распевная. Их основу составили две еврейские мелодии, выбранные из записей музыкантов «Зимро»: инструментальная мелодия клезмерского танца фрейлехс и свадебная песня на идише «Будьте здоровы» (Зайт гезунтерейт, или Зайт гезунтерейт майне либе элтерн), в которой выражена грусть невесты при её прощании с отчим домом. По мнению исследователя клезмерской музыки М. Гольдина, первая тема — «еврейско-молдавского склада». По мнению израильского музыковеда Нелли Кравец, некоторые моменты увертюры являются общими как для еврейской, так и для украинской, румынской и молдавской фольклорных традиций, поэтому вопрос об оригинальных заимствованиях является сложным и доказывает невозможность определения, какая из традиций воздействовала на другую.
Согласно Я. Л. Сорокеру, в увертюре-секстете отчётливо выражен дар Прокофьева-«жанриста» и остроумного «рассказчика», когда от «гротеска и буффонады ранних произведений (Юмористическое скерцо) он приходит к юмору, окрашенному в сочные народно-национальные тона».
О тематике произведения и мастерстве композитора Я. Л. Сорокер писал следующее:

В жанрово-лирических еврейских темах, избранных молодым Прокофьевым для Увертюры-секстета, его привлекли, вероятно, добродушный юмор, оттенок  иронии, лукавства; привлекла и возможность изобразить (или, вернее, передразнить) игру местечкового свадебного оркестра.

В Увертюре ярко претворилось свойство Прокофьева — автора  фольклорных  сочинений: умение найти точки соприкосновения, внутреннего — «подспудного» — родства двух различных по характеру тем, спаять их в единое целое, заставляя верить, что они родились для одного произведения.
И. И. Мартынов писал, что в «Еврейской увертюре» «проявилось крепнущее стремление к освобождению от экстравагантности музыкального языка. Правда, несколько позднее композитор снова вступил на путь усложненности, приведший его к созданию второй симфонии, квинтета и некоторых других произведений 1920-х годов».

## Состав ансамбля на премьере увертюры
- Первая скрипка — Яков Местечкин
- Вторая скрипка — Григорий Безродный
- Альт — Карел Молдаван
- Виолончель — Иосиф Чернявский
- Кларнет — Семён Беллисон
- Фортепиано — Лев Бердичевский, при повторном исполнении Сергей Прокофьев

## Исполнения
Увертюра на еврейские темы, op. 34, впервые была исполнена ансамблем «Зимро» 2 февраля 1920 года в «Богемском клубе» (Bohemian Club) в Нью-Йорке. Вероятно, указанная И. В. Нестьевым и Я. Л. Сорокером дата премьеры 26 декабря 1920 года ошибочна. В программе указывалось, что партию фортепиано исполнял Лев Бердичевский, которого при повторном исполнении, вероятно, сменил автор. Вскоре, в том же 1920 году, увертюра была успешно представлена 22 марта в Чикаго, 2 апреля в Балтиморе и 24 апреля в Карнеги-холле. В августе 1923 года увертюра была исполнена в Зальцбурге.
Впервые в СССР опус был исполнен 24 октября 1923 года квартетом Московской государственной консерватории (Д. М. Цыганов, В. П. Ширинский, В. В. Борисовский, С. П. Ширинский), К. Н. Игумновым и С. В. Розановым, и также как и за рубежом завоевал успех. 
Первое представление в Ленинграде состоялось 16 мая 1924 года в исполнении Квартета имени Глазунова в составе И. Лукашевского, А. Печникова, А. Рывкина и Д. Могилевского с участием П. Вантробы (кларнет) и А. Каменского (фортепиано). 
В 1932 году автор исполнял партию фортепиано при представлении увертюры в камерных концертах своих произведений 27 ноября в Москве с А. В. Володининым и квартетом имени Бетховена, 3 декабря в Ленинграде с В. И. Генслером и Квартетом имени Глазунова.
Увертюра на еврейские темы Прокофьева входит в репертуар современных камерных ансамблей, в то время как слава ансамбля «Зимро», несмотря на его значительный вклад в историю еврейской музыки, была предана забвению.

## Записи
- 1935 — С. С. Прокофьев — фортепиано, А. В. Володин — кларнет, квартет имени Бетховена (Д. М. Цыганов, В. П. Ширинский, В. В. Борисовский, С. П. Ширинский)[25]
- 1937 — запись в вышеуказанном составе[26]
- 1946 — первая запись в США: Дэвид Вебер (кларнет), Вивиан Ривкин (фортепиано) и струнный квартет Уильяма Новински[27]
- 1963 — Иван Мозговенко — кларнет, квартет имени Бородина (Ростислав Дубинский, Ярослав Александров, Дмитрий Шебалин, Валентин Берлинский), Дмитрий Башкиров — фортепиано. Фирма Мелодия Д 011361-2[28]

## Использование музыки
- 1992 — премьера концертного номера «Увертюра на еврейские темы» в постановке В. В. Васильева на музыку С. С. Прокофьева в Московской консерватории[29]